# لیگ جهانی والیبال ۲۰۱۷
لیگ جهانی والیبال ۲۰۱۷ بیست و هشتمین دوره از رقابت‌های لیگ جهانی می‌باشد که از ۲ ژوئن تا ۸ ژوئیه برگزار شد. این دوره با حضور ۳۶ تیم به انجام رسید و برزیل میزبان دور نهایی این رقابت‌ها بود. این آخرین دورهٔ لیگ جهانی بود و از سال ۲۰۱۸ رقابت‌های لیگ ملت‌ها جایگزین لیگ جهانی شد.

## راهیابی
تمامی تیم‌های حاضر در این سری مسابقات همان تیم‌های دور پیشین هستند. تنها تیم پورتوریکو به دلیل قرار گرفتن در ردهٔ آخر سطح ۳، از این مسابقات حذف شد و تیم اتریش جایگزین آن شد.
| آفریقا                                                                              | آسیا و اقیانوسیه                                                                           | اروپا | آمریکای شمالی                        | آمریکای جنوبی              |
| ----------------------------------------------------------------------------------- | ------------------------------------------------------------------------------------------ | --- | ------------------------------------ | -------------------------- |
| مصر · تونس                                                                          | استرالیا · چین · تایوان · ایران · ژاپن · قزاقستان · قطر · کرهٔ جنوبی                        | \| اتریش · بلژیک · بلغارستان · چک · استونی · فنلاند · فرانسه · آلمان · یونان · ایتالیا \| مونته‌نگرو · هلند · لهستان · پرتغال · روسیه · صربستان · اسلواکی · اسلوونی · اسپانیا · ترکیه \| | کانادا · مکزیک · ایالات متحده آمریکا | آرژانتین · برزیل · ونزوئلا |
| اتریش · بلژیک · بلغارستان · چک · استونی · فنلاند · فرانسه · آلمان · یونان · ایتالیا | مونته‌نگرو · هلند · لهستان · پرتغال · روسیه · صربستان · اسلواکی · اسلوونی · اسپانیا · ترکیه | |                                      |                            |

## قالب
در لیگ جهانی والیبال ۲۰۱۷ که در سه سطح ۱۲ تیمی و با مجموع ۳۶ تیم برگزار می‌شود، قالب مسابقات به این صورت است که میزبان‌های دور مقدماتی به صورت چرخشی انتخاب می‌شوند؛ یعنی اینکه هر هفته در هر سطح تیم‌ها به سه گروه ۴ تیمی تقسیم می‌شوند که هر گروه یک میزبان دارد؛ یعنی هر هفته ۳ گروه وجود دارد و تا پایان ۳ هفته دور مقدماتی ۹ گروه تشکیل شده‌است و یعنی ۹ تیم می‌توانند میزبان باشند و این ۹ تیم، ۹ تیم برتر دوره قبل مسابقات هستند. گروه‌بندی تیم‌ها با قرعه کشی انجام شده‌است و نظم خاصی ندارد؛ یعنی ممکن است یک تیم با تیم دیگر دو بار بازی کند و با تیم دیگر اصلاً بازی نکند. مانند برزیل که با لهستان و بلغارستان دو بازی انجام می‌دهد ولی با فرانسه، آمریکا، بلژیک و روسیه اصلاً بازی نمی‌کند که این نکته را می‌توان از ضعف‌های تورنمنت دانست. پس از انجام بازی‌های دور گروهی، در سطح سوم ۳ تیم نخست بعلاوه میزبان دور نهایی سطح سه به مرحله نهایی سطح سه صعود می‌کنند و تیم آخر دور مقدماتی سطح ۳ از لیگ جهانی سال بعد حذف می‌شود. در سطح دوم، ۲ تیم نخست بعلاوه میزبان دور نهایی سطح دو به مرحله نهایی سطح دو صعود می‌کنند و تیم آخر دور مقدماتی سطح ۲ برای لیگ جهانی سال آینده به سطح ۳ سقوط می‌کند. ۴ تیم صعودکننده به دور نهایی در سطح ۳ و ۲ به صورت حذفی با هم بازی می‌کنند و رده‌بندی می‌شوند. در سطح اول این مسابقات پنج تیم نخست به علاوه تیم میزبان دور نهایی سطح یک به مرحله نهایی سطح یک صعود می‌کنند. ۶ تیم صعودکننده به دو گروه ۳ تیمی تقسیم می‌شوند که تیم‌های هر گروه با هم بازی می‌کنند و پس از پایان بازی‌ها تیم‌های اول و دوم هر دو گروه به صورت ضربدری با هم بازی می‌کنند و به فینال راه میابند و در آخر رده‌بندی می‌شوند و دو تیم آخر این دو گروه با عنوان نهایی پنجم و ششم با مسابقات خداحافظی می‌کنند. ضمناً تیم آخر دور مقدماتی سطح یک هم برای لیگ جهانی سال آینده به سطح ۲ سقوط می‌کند.

## گروه‌بندی
| هفته ۱                                                   | هفته ۱                                                           | هفته ۱                                                         |
| گروه A1 ایتالیا                                          | گروه B1 صربستان                                                  | گروه C1 روسیه                                                  |
| -------------------------------------------------------- | ---------------------------------------------------------------- | -------------------------------------------------------------- |
| برزیل (۱) · ایتالیا (۴) · لهستان (۲) · ایران (۷)         | صربستان (۱۰) · ایالات متحده آمریکا (۲) · کانادا (۸) · بلژیک (۱۸) | فرانسه (۹) · روسیه (۵) · بلغارستان (۱۶) · آرژانتین (۶)         |
| هفته ۲                                                   |                                                                  |                                                                |
| گروه D1 ایران                                            | گروه E1 بلغارستان                                                | گروه F1 فرانسه                                                 |
| صربستان (۱۰) · آرژانتین (۶) · بلژیک (۱۸) · ایران (۷)     | برزیل (۱) · لهستان (۲) · کانادا (۸) · بلغارستان (۱۶)             | فرانسه (۹) · روسیه (۵) · ایالات متحده آمریکا (۲) · ایتالیا (۴) |
| هفته ۳                                                   |                                                                  |                                                                |
| گروه G1 آرژانتین                                         | گروه H1 لهستان                                                   | گروه I1 بلژیک                                                  |
| صربستان (۱۰) · برزیل (۱) · بلغارستان (۱۶) · آرژانتین (۶) | ایالات متحده آمریکا (۲) · روسیه (۵) · لهستان (۲) · ایران (۷)     | فرانسه (۹) · ایتالیا (۴) · کانادا (۸) · بلژیک (۱۸)             |

| هفته ۱                                                | هفته ۱                                                 | هفته ۱                                              |
| گروه A2 کره جنوبی                                     | گروه B2 اسلواکی                                        | گروه C2 ترکیه                                       |
| ----------------------------------------------------- | ------------------------------------------------------ | --------------------------------------------------- |
| کرهٔ جنوبی (۲۲) · چک (۲۷) · فنلاند (۱۷) · اسلوونی (۳۰) | پرتغال (۲۶) · ژاپن (۱۴) · استرالیا (۱۵) · اسلواکی (۲۹) | هلند (۲۳) · مصر (۱۲) · ترکیه (۲۴) · چین (۲۰)        |
| هفته ۲                                                |                                                        |                                                     |
| گروه D2 فنلاند                                        | گروه E2 ژاپن                                           | گروه F2 هلند                                        |
| استرالیا (۱۵) · چین (۲۰) · اسلواکی (۲۹) · فنلاند (۱۷) | ژاپن (۱۴) · اسلوونی (۳۰) · کرهٔ جنوبی (۲۲) · ترکیه (۲۴) | هلند (۲۳) · مصر (۱۲) · پرتغال (۲۶) · چک (۲۷)        |
| هفته ۳                                                |                                                        |                                                     |
| گروه G2 چین                                           | گروه H2 مصر                                            | گروه I2 جمهوری چک                                   |
| استرالیا (۱۵) · ژاپن (۱۴) · ترکیه (۲۴) · چین (۲۰)     | پرتغال (۲۶) · مصر (۱۲) · اسلوونی (۳۰) · فنلاند (۱۷)    | هلند (۲۳) · چک (۲۷) · کرهٔ جنوبی (۲۲) · اسلواکی (۳۰) |

### سطح ۳
| هفته ۱                         | هفته ۱                               | هفته ۱                             |
| گروه A3 اسپانیا                | گروه B3 مونته‌نگرو                    | گروه C3 اتریش                      |
| ------------------------------ | ------------------------------------ | ---------------------------------- |
| یونان · مکزیک · اسپانیا · قطر  | تایوان · تونس · مونته‌نگرو · استونی   | اتریش · آلمان · قزاقستان · ونزوئلا |
| هفته ۲                         |                                      |                                    |
| گروه D3 استونی                 | گروه E3 تونس                         | گروه F3 آلمان                      |
| یونان · ونزوئلا · استونی · قطر | تایوان · تونس · مونته‌نگرو · قزاقستان | اتریش · آلمان · اسپانیا · مکزیک    |

توجه: اعداد درون پرانتز، رده‌بندی اف‌آی‌وی‌بی تیم‌ها در اوت ۲۰۱۶ است.

## برنامه رقابت‌ها
| ● | دور بین‌المللی | ● | دور نهایی |

|       | هفته ۱ ۱۲–۱۴ خرداد | هفته ۲ ۱۹–۲۱ خرداد | هفته ۳ ۲۶–۲۸ خرداد | هفته ۴ ۲–۴ تیر | هفته ۵ ۷–۱۱ تیر |
| ----- | ------------------ | ------------------ | ------------------ | -------------- | --------------- |
| سطح ۱ | ۱۸ مسابقه          | ۱۸ مسابقه          | ۱۸ مسابقه          |                | ۱۰ مسابقه       |
| سطح ۲ | ۱۸ مسابقه          | ۱۸ مسابقه          | ۱۸ مسابقه          | ۴ مسابقه       |                 |
| سطح ۳ | ۱۸ مسابقه          | ۱۸ مسابقه          | ۴ مسابقه           |                |                 |

## دور بین‌المللی
- تمامی ساعات به وقت ساعت تابستانی ایران (UTC+04:30) می‌باشد.

### سطح ۱
|  | واجد شرایط برای حضور در دور نهایی سطح یک                 |
|  | واجد شرایط به عنوان میزبان برای حضور در دور نهایی سطح یک |
|  | سقوط به سطح دو                                           |

#### جدول رده‌بندی
|      |                     | بازی | بازی | امتیاز | ست  | ست   | ست    | امتیاز | امتیاز | امتیاز |
| رتبه | تیم                 | برد  | باخت | امتیاز | برد | باخت | نسبت  | برد    | باخت   | نسبت   |
| ---- | ------------------- | ---- | ---- | ------ | --- | ---- | ----- | ------ | ------ | ------ |
| ۱    | فرانسه              | ۸    | ۱    | ۲۵     | ۲۶  | ۷    | ۳٫۷۱۴ | ۷۹۲    | ۶۷۳    | ۱٫۱۷۷  |
| ۳    | برزیل               | ۶    | ۳    | ۱۹     | ۲۲  | ۱۴   | ۱٫۵۷۱ | ۸۱۷    | ۷۸۶    | ۱٫۰۳۹  |
| ۲    | صربستان             | ۶    | ۳    | ۱۸     | ۲۱  | ۱۴   | ۱٫۵۰۰ | ۷۹۷    | ۷۶۷    | ۱٫۰۳۹  |
| ۴    | روسیه               | ۵    | ۴    | ۱۴     | ۱۹  | ۱۶   | ۱٫۱۸۸ | ۷۸۷    | ۷۷۵    | ۱٫۰۱۵  |
| ۵    | کانادا              | ۵    | ۴    | ۱۲     | ۱۸  | ۲۰   | ۰٫۹۰۰ | ۸۴۳    | ۸۵۸    | ۰٫۹۸۳  |
| ۹    | ایالات متحده آمریکا | ۴    | ۵    | ۱۴     | ۱۹  | ۱۶   | ۱٫۱۸۸ | ۸۱۶    | ۸۰۴    | ۱٫۰۱۵  |
| ۶    | بلژیک               | ۴    | ۵    | ۱۴     | ۱۸  | ۱۹   | ۰٫۹۴۷ | ۸۰۸    | ۸۱۹    | ۰٫۹۸۷  |
| ۷    | لهستان              | ۴    | ۵    | ۱۲     | ۱۷  | ۱۹   | ۰٫۸۹۵ | ۸۰۶    | ۸۰۱    | ۱٫۰۰۶  |
| ۸    | بلغارستان           | ۴    | ۴    | ۱۰     | ۱۵  | ۱۹   | ۰٫۷۸۹ | ۷۳۸    | ۷۶۳    | ۰٫۹۶۷  |
| ۱۱   | ایران               | ۳    | ۶    | ۷      | ۱۱  | ۲۳   | ۰٫۴۷۸ | ۷۳۹    | ۷۹۵    | ۰٫۹۳۰  |
| ۱۰   | آرژانتین            | ۲    | ۶    | ۸      | ۱۲  | ۲۱   | ۰٫۵۷۱ | ۷۰۲    | ۷۵۶    | ۰٫۹۲۹  |
| ۱۲   | ایتالیا             | ۲    | ۷    | ۶      | ۱۳  | ۲۳   | ۰٫۵۶۵ | ۷۹۸    | ۸۴۶    | ۰٫۹۴۳  |

#### هفته ۱

##### گروه A1
- میزبان: آدریاتیک آرنا، پزارو، ایتالیا

##### گروه B1
- میزبان: نووی ساد، صربستان

##### گروه C1
- میزبان: مجتمع ورزشی انرژیتیک، سورگوت، روسیه

#### هفته ۲

##### گروه D1
- میزبان: ورزشگاه آزادی، تهران، ایران

##### گروه E1
- میزبان: کاخ فرهنگ و ورزش، وارنا، بلغارستان

##### گروه F1
- میزبان:  کاخ ورزشی پو، پو، فرانسه

#### هفته ۳

##### گروه G1
- میزبان:  اورفئو سوپردومو، کوردوبا، آرژانتین

##### گروه H1
- میزبان: اسپودک، کاتوویتس، لهستان (۲۵ خرداد)
- میزبان: اطلس آرنا، ووچ، لهستان (۲۷ و ۲۸ خرداد)

##### گروه I1
- میزبان: لوتو آرنا، آنتورپ، بلژیک

### سطح ۲
|  | واجد شرایط برای حضور در دور نهایی سطح دو                 |
|  | واجد شرایط برای حضور به عنوان میزبان در دور نهایی سطح دو |
|  | سقوط به سطح سه                                           |

#### جدول رده‌بندی
|      |           | بازی | بازی | امتیاز | ست  | ست   | ست    | امتیاز | امتیاز | امتیاز |
| رتبه | تیم       | برد  | باخت | امتیاز | برد | باخت | نسبت  | برد    | باخت   | نسبت   |
| ---- | --------- | ---- | ---- | ------ | --- | ---- | ----- | ------ | ------ | ------ |
| ۱    | اسلوونی   | ۸    | ۱    | ۲۴     | ۲۶  | ۱۰   | ۲٫۶۰۰ | ۸۷۳    | ۷۷۸    | ۱٫۱۲۲  |
| ۲    | هلند      | ۷    | ۲    | ۲۱     | ۲۴  | ۱۰   | ۲٫۴۰۰ | ۸۰۴    | ۶۹۸    | ۱٫۱۵۲  |
| ۳    | استرالیا  | ۶    | ۳    | ۱۶     | ۲۱  | ۱۵   | ۱٫۴۰۰ | ۸۲۶    | ۷۹۳    | ۱٫۰۴۲  |
| ۴    | ژاپن      | ۵    | ۴    | ۱۶     | ۲۱  | ۱۸   | ۱٫۱۶۷ | ۸۷۳    | ۸۲۳    | ۱٫۰۶۱  |
| ۵    | چین       | ۵    | ۴    | ۱۵     | ۱۹  | ۱۶   | ۱٫۱۸۸ | ۸۰۳    | ۸۱۵    | ۰٫۹۸۵  |
| ۶    | کرهٔ جنوبی | ۵    | ۴    | ۱۲     | ۱۸  | ۲۰   | ۰٫۹۰۰ | ۷۹۶    | ۸۲۹    | ۰٫۹۶۰  |
| ۷    | اسلواکی   | ۴    | ۵    | ۱۳     | ۱۴  | ۱۷   | ۰٫۸۲۴ | ۶۷۳    | ۷۰۵    | ۰٫۹۵۵  |
| ۸    | چک        | ۴    | ۵    | ۱۲     | ۱۶  | ۱۸   | ۰٫۸۸۹ | ۷۲۴    | ۷۷۱    | ۰٫۹۳۹  |
| ۹    | فنلاند    | ۳    | ۶    | ۱۰     | ۱۵  | ۲۰   | ۰٫۷۵۰ | ۷۸۵    | ۷۹۱    | ۰٫۹۹۲  |
| ۱۰   | پرتغال    | ۳    | ۶    | ۱۰     | ۱۵  | ۲۲   | ۰٫۶۸۲ | ۷۹۳    | ۸۳۷    | ۰٫۹۴۷  |
| ۱۱   | ترکیه     | ۳    | ۶    | ۹      | ۱۶  | ۲۲   | ۰٫۷۲۷ | ۸۴۸    | ۸۶۹    | ۰٫۹۷۶  |
| ۱۲   | مصر       | ۱    | ۸    | ۴      | ۹   | ۲۶   | ۰٫۳۴۶ | ۷۲۹    | ۸۱۸    | ۰٫۸۹۱  |

#### هفته ۱

##### گروه A2
- میزبان: سئول، کره جنوبی

| تاریخ  | ساعت  |           | امتیاز |         | ست ۱  | ست ۲  | ست ۳  | ست ۴  | ست ۵  | مجموع   | گزارش |
| ------ | ----- | --------- | ------ | ------- | ----- | ----- | ----- | ----- | ----- | ------- | ----- |
| ۲ ژوئن | ۱۶:۰۰ | فنلاند    | ۱–۳    | اسلوونی | ۲۲–۲۵ | ۱۵–۲۵ | ۲۵–۲۲ | ۲۳–۲۵ |       | ۸۵–۹۷   | P2 P3 |
| ۲ ژوئن | ۱۹:۰۰ | کرهٔ جنوبی | ۳–۲    | چک      | ۲۵–۱۷ | ۲۳–۲۵ | ۲۴–۲۶ | ۲۵–۱۹ | ۱۵–۱۲ | ۱۱۲–۹۹  | P2 P3 |
| ۳ ژوئن | ۱۳:۰۰ | کرهٔ جنوبی | ۱–۳    | اسلوونی | ۲۳–۲۵ | ۲۵–۲۳ | ۱۴–۲۵ | ۲۳–۲۵ |       | ۸۵–۹۸   | P2 P3 |
| ۳ ژوئن | ۱۵:۳۰ | چک        | ۳–۱    | فنلاند  | ۱۶–۲۵ | ۲۵–۲۳ | ۲۵–۲۲ | ۲۵–۱۶ |       | ۹۱–۸۶   | P2 P3 |
| ۴ ژوئن | ۱۲:۰۰ | اسلوونی   | ۳–۱    | چک      | ۲۵–۱۹ | ۲۵–۲۱ | ۲۳–۲۵ | ۲۵–۱۶ |       | ۹۸–۸۱   | P2 P3 |
| ۴ ژوئن | ۱۴:۴۰ | کرهٔ جنوبی | ۳–۲    | فنلاند  | ۲۴–۲۶ | ۲۵–۲۱ | ۲۵–۲۳ | ۲۲–۲۵ | ۱۵–۱۳ | ۱۱۱–۱۰۸ | P2 P3 |

##### گروه B2
- میزبان: پوپراد، اسلواکی

| تاریخ  | ساعت  |          | امتیاز |          | ست ۱  | ست ۲  | ست ۳  | ست ۴  | ست ۵  | مجموع   | گزارش |
| ------ | ----- | -------- | ------ | -------- | ----- | ----- | ----- | ----- | ----- | ------- | ----- |
| ۲ ژوئن | ۱۵:۰۰ | استرالیا | ۳–۲    | پرتغال   | ۲۱–۲۵ | ۲۵–۲۰ | ۲۵–۱۸ | ۲۲–۲۵ | ۲۰–۱۸ | ۱۱۳–۱۰۶ | P2 P3 |
| ۲ ژوئن | ۱۸:۰۰ | اسلواکی  | ۳–۰    | ژاپن     | ۲۵–۲۰ | ۲۵–۲۰ | ۲۷–۲۵ |       |       | ۷۷–۶۵   | P2 P3 |
| ۳ ژوئن | ۱۵:۰۰ | ژاپن     | ۲–۳    | پرتغال   | ۲۱–۲۵ | ۲۵–۱۹ | ۲۵–۲۱ | ۲۴–۲۶ | ۹–۱۵  | ۱۰۴–۱۰۶ | P2 P3 |
| ۳ ژوئن | ۱۸:۰۰ | اسلواکی  | ۳–۱    | استرالیا | ۲۵–۲۲ | ۲۱–۲۵ | ۳۰–۲۸ | ۲۵–۲۲ |       | ۱۰۱–۹۷  | P2 P3 |
| ۴ ژوئن | ۱۵:۰۰ | استرالیا | ۱–۳    | ژاپن     | ۱۸–۲۵ | ۲۵–۱۷ | ۲۱–۲۵ | ۲۲–۲۵ |       | ۸۶–۹۲   | P2 P3 |
| ۴ ژوئن | ۱۸:۰۰ | اسلواکی  | ۳–۰    | پرتغال   | ۲۵–۲۰ | ۲۵–۲۳ | ۲۵–۱۹ |       |       | ۷۵–۶۲   | P2 P3 |

##### گروه C2
- میزبان: ملطیه، ترکیه

| تاریخ  | ساعت  |       | امتیاز |       | ست ۱  | ست ۲  | ست ۳  | ست ۴  | ست ۵  | مجموع   | گزارش |
| ------ | ----- | ----- | ------ | ----- | ----- | ----- | ----- | ----- | ----- | ------- | ----- |
| ۲ ژوئن | ۱۴:۰۰ | هلند  | ۳–۰    | مصر   | ۲۵–۱۷ | ۲۵–۲۳ | ۲۷–۲۵ |       |       | ۷۷–۶۵   | P2 P3 |
| ۲ ژوئن | ۱۷:۰۰ | ترکیه | ۳–۲    | چین   | ۲۵–۲۲ | ۲۵–۲۰ | ۲۱–۲۵ | ۲۴–۲۶ | ۱۵–۱۲ | ۱۱۰–۱۰۵ | P2 P3 |
| ۳ ژوئن | ۱۴:۰۰ | چین   | ۳–۱    | هلند  | ۲۹–۲۷ | ۲۳–۲۵ | ۲۵–۲۲ | ۲۵–۲۳ |       | ۱۰۲–۹۷  | P2 P3 |
| ۳ ژوئن | ۱۷:۰۰ | مصر   | ۰–۳    | ترکیه | ۲۰–۲۵ | ۲۰–۲۵ | ۱۵–۲۵ |       |       | ۵۵–۷۵   | P2 P3 |
| ۴ ژوئن | ۱۴:۰۰ | ترکیه | ۳–۲    | هلند  | ۲۵–۲۲ | ۲۳–۲۵ | ۲۵–۱۸ | ۲۴–۲۶ | ۱۷–۱۵ | ۱۱۴–۱۰۶ | P2 P3 |
| ۴ ژوئن | ۱۷:۱۵ | مصر   | ۰–۳    | چین   | ۱۸–۲۵ | ۲۰–۲۵ | ۲۲–۲۵ |       |       | ۶۰–۷۵   | P2 P3 |

#### هفته ۲

##### گروه D2
- میزبان: هلسینکی، فنلاند

| تاریخ   | ساعت  |          | امتیاز |          | ست ۱  | ست ۲  | ست ۳  | ست ۴  | ست ۵ | مجموع | گزارش |
| ------- | ----- | -------- | ------ | -------- | ----- | ----- | ----- | ----- | ---- | ----- | ----- |
| ۸ ژوئن  | ۱۶:۰۰ | استرالیا | ۳–۰    | چین      | ۲۵–۲۲ | ۲۵–۱۳ | ۲۵–۲۱ |       |      | ۷۵–۵۶ | P2 P3 |
| ۸ ژوئن  | ۱۹:۰۰ | فنلاند   | ۳–۰    | اسلواکی  | ۲۵–۱۹ | ۲۵–۱۹ | ۲۵–۱۹ |       |      | ۷۵–۵۷ | P2 P3 |
| ۹ ژوئن  | ۱۵:۰۰ | اسلواکی  | ۰–۳    | استرالیا | ۲۱–۲۵ | ۱۹–۲۵ | ۲۳–۲۵ |       |      | ۶۳–۷۵ | P2 P3 |
| ۹ ژوئن  | ۱۸:۰۰ | فنلاند   | ۳–۱    | چین      | ۲۵–۲۳ | ۲۱–۲۵ | ۲۵–۲۱ | ۲۷–۲۵ |      | ۹۸–۹۴ | P2 P3 |
| ۱۰ ژوئن | ۱۵:۰۰ | چین      | ۱–۳    | اسلواکی  | ۲۰–۲۵ | ۲۵–۱۷ | ۱۲–۲۵ | ۲۱–۲۵ |      | ۷۸–۹۲ | P2 P3 |
| ۱۰ ژوئن | ۱۸:۰۰ | فنلاند   | ۱–۳    | استرالیا | ۲۱–۲۵ | ۲۵–۱۴ | ۲۱–۲۵ | ۱۹–۲۵ |      | ۸۶–۸۹ | P2 P3 |

##### گروه E2
- میزبان: تاکاساکی، ژاپن

| تاریخ   | ساعت  |         | امتیاز |           | ست ۱  | ست ۲  | ست ۳  | ست ۴  | ست ۵  | مجموع   | گزارش |
| ------- | ----- | ------- | ------ | --------- | ----- | ----- | ----- | ----- | ----- | ------- | ----- |
| ۹ ژوئن  | ۱۵:۴۰ | اسلوونی | ۳–۲    | کرهٔ جنوبی | ۲۵–۲۰ | ۲۳–۲۵ | ۲۵–۱۳ | ۲۴–۲۶ | ۱۵–۱۲ | ۱۱۲–۹۶  | P2 P3 |
| ۹ ژوئن  | ۱۹:۱۰ | ژاپن    | ۳–۱    | ترکیه     | ۲۵–۱۵ | ۲۶–۲۴ | ۲۵–۲۷ | ۲۵–۱۶ |       | ۱۰۱–۸۲  | P2 P3 |
| ۱۰ ژوئن | ۱۵:۴۰ | ترکیه   | ۲–۳    | کرهٔ جنوبی | ۲۳–۲۵ | ۲۰–۲۵ | ۲۵–۲۰ | ۲۵–۱۷ | ۱۲–۱۵ | ۱۰۵–۱۰۲ | P2 P3 |
| ۱۰ ژوئن | ۱۹:۱۰ | ژاپن    | ۳–۲    | اسلوونی   | ۲۵–۲۲ | ۱۷–۲۵ | ۲۵–۱۸ | ۲۲–۲۵ | ۱۷–۱۵ | ۱۰۶–۱۰۵ | P2 P3 |
| ۱۱ ژوئن | ۱۵:۴۰ | اسلوونی | ۳–۱    | ترکیه     | ۲۵–۲۳ | ۲۵–۲۲ | ۲۶–۲۸ | ۲۵–۲۱ |       | ۱۰۱–۹۴  | P2 P3 |
| ۱۱ ژوئن | ۱۹:۱۰ | ژاپن    | ۳–۰    | کرهٔ جنوبی | ۲۵–۱۸ | ۲۵–۱۸ | ۲۵–۲۰ |       |       | ۷۵–۵۶   | P2 P3 |

##### گروه F2
- میزبان: روتردام، جمهوری چک

| تاریخ   | ساعت  |        | امتیاز |        | ست ۱  | ست ۲  | ست ۳  | ست ۴  | ست ۵  | مجموع   | گزارش |
| ------- | ----- | ------ | ------ | ------ | ----- | ----- | ----- | ----- | ----- | ------- | ----- |
| ۹ ژوئن  | ۱۶:۱۰ | هلند   | ۳–۱    | پرتغال | ۲۲–۲۵ | ۲۵–۲۲ | ۲۵–۲۳ | ۲۵–۱۸ |       | ۹۷–۸۸   | P2 P3 |
| ۹ ژوئن  | ۱۹:۱۰ | چک     | ۳–۲    | مصر    | ۲۲–۲۵ | ۲۵–۲۱ | ۲۳–۲۵ | ۲۵–۲۳ | ۱۶–۱۴ | ۱۱۱–۱۰۸ | P2 P3 |
| ۱۰ ژوئن | ۱۶:۱۰ | پرتغال | ۲–۳    | مصر    | ۱۶–۲۵ | ۱۷–۲۵ | ۲۵–۱۹ | ۲۵–۲۱ | ۱۷–۱۹ | ۱۰۰–۱۰۹ | P2 P3 |
| ۱۰ ژوئن | ۱۹:۱۰ | هلند   | ۳–۰    | چک     | ۲۵–۱۹ | ۲۵–۱۵ | ۲۵–۱۵ |       |       | ۷۵–۴۹   | P2 P3 |
| ۱۱ ژوئن | ۱۶:۱۰ | مصر    | ۲–۳    | هلند   | ۲۵–۱۷ | ۲۵–۱۹ | ۱۱–۲۵ | ۱۸–۲۵ | ۱۰–۱۵ | ۸۹–۱۰۱  | P2 P3 |
| ۱۱ ژوئن | ۱۹:۱۰ | چک     | ۳–۰    | پرتغال | ۲۵–۲۱ | ۲۵–۲۱ | ۲۵–۱۶ |       |       | ۷۵–۵۸   | P2 P3 |

#### هفته ۳

##### گروه G2
- میزبان: کانشان، چین

| تاریخ   | ساعت  |          | امتیاز |          | ست ۱  | ست ۲  | ست ۳  | ست ۴  | ست ۵  | مجموع   | گزارش |
| ------- | ----- | -------- | ------ | -------- | ----- | ----- | ----- | ----- | ----- | ------- | ----- |
| ۱۶ ژوئن | ۱۵:۰۰ | استرالیا | ۳–۲    | ژاپن     | ۲۹–۲۷ | ۱۸–۲۵ | ۲۴–۲۶ | ۲۵–۲۱ | ۱۵–۹  | ۱۱۱–۱۰۸ | P2 P3 |
| ۱۶ ژوئن | ۱۹:۰۰ | چین      | ۳–۰    | ترکیه    | ۴۳–۴۱ | ۲۶–۲۴ | ۲۵–۲۱ |       |       | ۹۴–۸۶   | P2 P3 |
| ۱۷ ژوئن | ۱۵:۰۰ | ژاپن     | ۳–۲    | ترکیه    | ۲۲–۲۵ | ۲۵–۱۲ | ۲۲–۲۵ | ۲۵–۱۹ | ۱۵–۱۲ | ۱۰۹–۹۳  | P2 P3 |
| ۱۷ ژوئن | ۱۹:۰۰ | چین      | ۳–۱    | استرالیا | ۱۷–۲۵ | ۲۵–۱۹ | ۲۵–۲۳ | ۲۵–۱۷ |       | ۹۲–۸۴   | P2 P3 |
| ۱۸ ژوئن | ۱۵:۰۰ | ترکیه    | ۱–۳    | استرالیا | ۲۴–۲۶ | ۲۵–۲۰ | ۲۱–۲۵ | ۱۹–۲۵ |       | ۸۹–۹۶   | P2 P3 |
| ۱۸ ژوئن | ۱۹:۰۰ | چین      | ۳–۲    | ژاپن     | ۲۰–۲۵ | ۲۸–۲۶ | ۱۷–۲۵ | ۲۵–۲۲ | ۱۷–۱۵ | ۱۰۷–۱۱۳ | P2 P3 |

##### گروه H2
- میزبان: قاهره، مصر

| تاریخ   | ساعت  |         | امتیاز |         | ست ۱  | ست ۲  | ست ۳  | ست ۴  | ست ۵ | مجموع | گزارش |
| ------- | ----- | ------- | ------ | ------- | ----- | ----- | ----- | ----- | ---- | ----- | ----- |
| ۱۶ ژوئن | ۱۴:۰۰ | پرتغال  | ۳–۱    | فنلاند  | ۲۰–۲۵ | ۲۵–۲۲ | ۲۵–۱۹ | ۲۵–۲۲ |      | ۹۵–۸۸ | P2 P3 |
| ۱۶ ژوئن | ۲۱:۳۰ | مصر     | ۰–۳    | اسلوونی | ۲۳–۲۵ | ۳۷–۳۹ | ۲۳–۲۵ |       |      | ۸۳–۸۹ | P2 P3 |
| ۱۷ ژوئن | ۱۴:۰۰ | فنلاند  | ۰–۳    | اسلوونی | ۲۱–۲۵ | ۲۳–۲۵ | ۲۲–۲۵ |       |      | ۶۶–۷۵ | P2 P3 |
| ۱۷ ژوئن | ۲۱:۳۰ | مصر     | ۱–۳    | پرتغال  | ۲۵–۲۲ | ۱۷–۲۵ | ۱۵–۲۵ | ۲۱–۲۵ |      | ۷۸–۹۷ | P2 P3 |
| ۱۸ ژوئن | ۱۴:۰۰ | اسلوونی | ۳–۱    | پرتغال  | ۲۵–۱۶ | ۲۵–۲۱ | ۲۳–۲۵ | ۲۵–۱۹ |      | ۹۸–۸۱ | P2 P3 |
| ۱۸ ژوئن | ۲۱:۳۰ | مصر     | ۱–۳    | فنلاند  | ۲۲–۲۵ | ۱۳–۲۵ | ۲۵–۱۸ | ۲۲–۲۵ |      | ۸۲–۹۳ | P2 P3 |

##### گروه I2
- میزبان:  هلند

| تاریخ   | ساعت  |           | امتیاز |           | ست ۱  | ست ۲  | ست ۳  | ست ۴  | ست ۵ | مجموع  | گزارش |
| ------- | ----- | --------- | ------ | --------- | ----- | ----- | ----- | ----- | ---- | ------ | ----- |
| ۱۶ ژوئن | ۱۸:۰۰ | کرهٔ جنوبی | ۰–۳    | هلند      | ۲۱–۲۵ | ۱۶–۲۵ | ۱۶–۲۵ |       |      | ۵۳–۷۵  | P2 P3 |
| ۱۶ ژوئن | ۲۰:۳۰ | اسلواکی   | ۰–۳    | چک        | ۱۶–۲۵ | ۲۳–۲۵ | ۱۷–۲۵ |       |      | ۵۶–۷۵  | P2 P3 |
| ۱۷ ژوئن | ۱۸:۰۰ | هلند      | ۳–۰    | اسلواکی   | ۲۵–۲۱ | ۲۵–۲۳ | ۲۵–۱۵ |       |      | ۷۵–۵۹  | P2 P3 |
| ۱۷ ژوئن | ۲۰:۳۰ | چک        | ۰–۳    | کرهٔ جنوبی | ۱۸–۲۵ | ۲۵–۲۷ | ۲۱–۲۵ |       |      | ۶۴–۷۷  | P2 P3 |
| ۱۸ ژوئن | ۱۵:۳۰ | کرهٔ جنوبی | ۳–۲    | اسلواکی   | ۲۵–۱۸ | ۱۸–۲۵ | ۲۵–۱۸ | ۲۰–۲۵ | ۱۵–۷ | ۱۰۳–۹۳ | P2 P3 |
| ۱۸ ژوئن | ۱۸:۰۰ | هلند      | ۳–۱    | چک        | ۲۶–۲۸ | ۲۵–۱۷ | ۲۵–۲۱ | ۲۵–۱۳ |      | ۱۰۱–۷۹ | P2 P3 |

### سطح ۳
|  | واجد شرایط برای حضور در دور نهایی سطح سه                 |
|  | واجد شرایط برای حضور به عنوان میزبان در دور نهایی سطح سه |

#### جدول رده‌بندی
|      |           | بازی | بازی | امتیاز | ست  | ست   | ست    | امتیاز | امتیاز | امتیاز |
| رتبه | تیم       | برد  | باخت | امتیاز | برد | باخت | نسبت  | برد    | باخت   | نسبت   |
| ---- | --------- | ---- | ---- | ------ | --- | ---- | ----- | ------ | ------ | ------ |
| ۱    | آلمان     | ۵    | ۱    | ۱۵     | ۱۶  | ۵    | ۳٫۲۰۰ | ۵۲۲    | ۴۳۹    | ۱٫۱۸۹  |
| ۲    | اسپانیا   | ۵    | ۱    | ۱۴     | ۱۵  | ۷    | ۲٫۱۴۳ | ۵۱۶    | ۴۷۴    | ۱٫۰۸۹  |
| ۳    | استونی    | ۵    | ۱    | ۱۳     | ۱۶  | ۷    | ۲٫۲۸۶ | ۵۲۶    | ۴۴۱    | ۱٫۱۹۳  |
| ۴    | اتریش     | ۴    | ۲    | ۱۱     | ۱۳  | ۱۰   | ۱٫۳۰۰ | ۵۳۶    | ۴۵۵    | ۱٫۱۷۸  |
| ۵    | تونس      | ۴    | ۲    | ۱۱     | ۱۵  | ۱۲   | ۱٫۲۵۰ | ۵۹۶    | ۵۶۱    | ۱٫۰۶۲  |
| ۶    | مونته‌نگرو | ۳    | ۳    | ۹      | ۱۲  | ۱۲   | ۱٫۰۰۰ | ۵۰۷    | ۵۱۱    | ۰٫۹۹۲  |
| ۷    | قطر       | ۳    | ۳    | ۹      | ۱۰  | ۱۰   | ۱٫۰۰۰ | ۴۶۴    | ۴۸۴    | ۰٫۹۵۹  |
| ۸    | تایوان    | ۲    | ۴    | ۸      | ۱۲  | ۱۴   | ۰٫۸۵۷ | ۵۵۵    | ۵۸۴    | ۰٫۹۵۰  |
| ۹    | مکزیک     | ۲    | ۴    | ۸      | ۱۰  | ۱۳   | ۰٫۷۶۹ | ۴۹۸    | ۵۱۳    | ۰٫۹۷۱  |
| ۱۰   | ونزوئلا   | ۲    | ۴    | ۶      | ۸   | ۱۳   | ۰٫۶۱۵ | ۴۰۸    | ۵۱۹    | ۰٫۷۸۶  |
| ۱۱   | قزاقستان  | ۱    | ۵    | ۳      | ۶   | ۱۶   | ۰٫۳۷۵ | ۴۵۲    | ۵۳۱    | ۰٫۸۵۱  |
| ۱۲   | یونان     | ۰    | ۶    | ۱      | ۴   | ۱۸   | ۰٫۲۲۲ | ۴۶۸    | ۵۳۶    | ۰٫۸۷۳  |

#### هفته ۱

##### گروه A3
- میزبان: بارسلونا، اسپانیا

| تاریخ  | ساعت  |         | امتیاز |       | ست ۱  | ست ۲  | ست ۳  | ست ۴  | ست ۵ | مجموع | گزارش |
| ------ | ----- | ------- | ------ | ----- | ----- | ----- | ----- | ----- | ---- | ----- | ----- |
| ۲ ژوئن | ۱۷:۳۰ | قطر     | ۳–۰    | یونان | ۲۵–۲۰ | ۲۵–۲۳ | ۲۵–۲۱ |       |      | ۷۵–۶۴ | P2 P3 |
| ۲ ژوئن | ۲۰:۰۰ | اسپانیا | ۳–۰    | مکزیک | ۲۵–۲۳ | ۲۵–۲۳ | ۲۵–۲۱ |       |      | ۷۵–۶۷ | P2 P3 |
| ۳ ژوئن | ۱۵:۳۰ | یونان   | ۱–۳    | مکزیک | ۱۹–۲۵ | ۲۲–۲۵ | ۲۵–۲۳ | ۲۱–۲۵ |      | ۸۷–۹۸ | P2 P3 |
| ۳ ژوئن | ۱۸:۰۰ | اسپانیا | ۳–۱    | قطر   | ۲۵–۲۱ | ۲۱–۲۵ | ۲۵–۱۵ | ۲۵–۱۳ |      | ۹۶–۷۴ | P2 P3 |
| ۴ ژوئن | ۱۵:۳۰ | قطر     | ۰–۳    | مکزیک | ۱۷–۲۵ | ۲۵–۲۷ | ۲۱–۲۵ |       |      | ۶۳–۷۷ | P2 P3 |
| ۴ ژوئن | ۱۸:۰۰ | اسپانیا | ۳–۱    | یونان | ۲۵–۲۱ | ۲۲–۲۵ | ۲۵–۲۳ | ۲۵–۲۳ |      | ۹۷–۹۲ | P2 P3 |

##### گروه B3
- میزبان: بیجلو پولیه، مونته‌نگرو

| تاریخ  | ساعت  |           | امتیاز |           | ست ۱  | ست ۲  | ست ۳  | ست ۴  | ست ۵  | مجموع   | گزارش |
| ------ | ----- | --------- | ------ | --------- | ----- | ----- | ----- | ----- | ----- | ------- | ----- |
| ۲ ژوئن | ۱۷:۰۰ | تایوان    | ۲–۳    | استونی    | ۲۵–۲۳ | ۲۴–۲۶ | ۱۷–۲۵ | ۲۵–۲۰ | ۱۲–۱۵ | ۱۰۳–۱۰۹ | P2 P3 |
| ۲ ژوئن | ۲۰:۰۰ | مونته‌نگرو | ۳–۲    | تونس      | ۱۸–۲۵ | ۲۵–۱۵ | ۲۵–۱۹ | ۲۵–۲۷ | ۱۵–۹  | ۱۰۸–۹۵  | P2 P3 |
| ۳ ژوئن | ۱۷:۰۰ | استونی    | ۱–۳    | تونس      | ۲۵–۱۸ | ۱۷–۲۵ | ۲۱–۲۵ | ۲۱–۲۵ |       | ۸۴–۹۳   | P2 P3 |
| ۳ ژوئن | ۲۰:۰۰ | تایوان    | ۱–۳    | مونته‌نگرو | ۲۲–۲۵ | ۱۴–۲۵ | ۲۵–۲۲ | ۲۴–۲۶ |       | ۸۵–۹۸   | P2 P3 |
| ۴ ژوئن | ۱۷:۰۰ | تونس      | ۳–۱    | تایوان    | ۱۹–۲۵ | ۲۵–۱۹ | ۲۵–۲۱ | ۲۵–۱۵ |       | ۹۴–۸۰   | P2 P3 |
| ۴ ژوئن | ۲۰:۰۰ | مونته‌نگرو | ۰–۳    | استونی    | ۱۸–۲۵ | ۱۶–۲۵ | ۱۳–۲۵ |       |       | ۴۷–۷۵   | P2 P3 |

##### گروه C3
- میزبان: فرانکفورت، آلمان

| تاریخ  | ساعت  |          | امتیاز |          | ست ۱  | ست ۲  | ست ۳  | ست ۴  | ست ۵ | مجموع | گزارش     |
| ------ | ----- | -------- | ------ | -------- | ----- | ----- | ----- | ----- | ---- | ----- | --------- |
| ۲ ژوئن | ۱۵:۰۰ | ونزوئلا  | ۰–۳    | اتریش    | ۰–۲۵  | ۰–۲۵  | ۰–۲۵  |       |      | ۰–۷۵  | Forfeited |
| ۲ ژوئن | ۱۸:۱۰ | قزاقستان | ۰–۳    | آلمان    | ۱۷–۲۵ | ۱۶–۲۵ | ۲۲–۲۵ |       |      | ۵۵–۷۵ | P2 P3     |
| ۳ ژوئن | ۱۵:۰۰ | قزاقستان | ۱–۳    | ونزوئلا  | ۲۱–۲۵ | ۱۹–۲۵ | ۲۵–۲۳ | ۲۲–۲۵ |      | ۸۷–۹۸ | P2 P3     |
| ۳ ژوئن | ۱۸:۰۰ | اتریش    | ۱–۳    | آلمان    | ۲۵–۲۲ | ۱۶–۲۵ | ۲۳–۲۵ | ۲۳–۲۵ |      | ۸۷–۹۷ | P2 P3     |
| ۴ ژوئن | ۱۵:۰۰ | اتریش    | ۳–۱    | قزاقستان | ۲۵–۲۲ | ۲۱–۲۵ | ۲۵–۱۱ | ۲۵–۱۷ |      | ۹۶–۷۵ | P2 P3     |
| ۴ ژوئن | ۱۸:۰۰ | آلمان    | ۳–۱    | ونزوئلا  | ۲۵–۱۵ | ۲۵–۱۹ | ۲۲–۲۵ | ۲۵–۱۴ |      | ۹۷–۷۳ | P2 P3     |

#### هفته ۲

##### گروه D3
- میزبان: تالین، استونی

| تاریخ   | ساعت  |         | امتیاز |         | ست ۱  | ست ۲  | ست ۳  | ست ۴  | ست ۵  | مجموع   | گزارش |
| ------- | ----- | ------- | ------ | ------- | ----- | ----- | ----- | ----- | ----- | ------- | ----- |
| ۹ ژوئن  | ۱۶:۰۰ | ونزوئلا | ۳–۰    | یونان   | ۲۵–۲۰ | ۲۹–۲۷ | ۲۵–۱۶ |       |       | ۷۹–۶۳   | P2 P3 |
| ۹ ژوئن  | ۱۹:۰۰ | استونی  | ۳–۰    | قطر     | ۲۵–۱۶ | ۲۵–۱۵ | ۲۵–۲۰ |       |       | ۷۵–۵۱   | P2 P3 |
| ۱۰ ژوئن | ۱۶:۰۰ | یونان   | ۰–۳    | قطر     | ۲۳–۲۵ | ۲۱–۲۵ | ۲۷–۲۹ |       |       | ۷۱–۷۹   | P2 P3 |
| ۱۰ ژوئن | ۱۹:۰۰ | ونزوئلا | ۰–۳    | استونی  | ۲۱–۲۵ | ۱۶–۲۵ | ۱۹–۲۵ |       |       | ۵۶–۷۵   | P2 P3 |
| ۱۱ ژوئن | ۱۶:۰۰ | قطر     | ۳–۱    | ونزوئلا | ۲۷–۲۹ | ۲۵–۱۶ | ۴۵–۴۳ | ۲۵–۱۳ |       | ۱۲۲–۱۰۱ | P2 P3 |
| ۱۱ ژوئن | ۱۹:۰۰ | یونان   | ۲–۳    | استونی  | ۱۳–۲۵ | ۲۵–۲۱ | ۲۵–۲۲ | ۱۷–۲۵ | ۱۱–۱۵ | ۹۱–۱۰۸  | P2 P3 |

##### گروه E3
- میزبان: تونس، تونس

| تاریخ   | ساعت  |           | امتیاز |           | ست ۱  | ست ۲  | ست ۳  | ست ۴  | ست ۵  | مجموع   | گزارش |
| ------- | ----- | --------- | ------ | --------- | ----- | ----- | ----- | ----- | ----- | ------- | ----- |
| ۹ ژوئن  | ۱۶:۰۰ | مونته‌نگرو | ۱–۳    | تایوان    | ۲۲–۲۵ | ۲۱–۲۵ | ۲۵–۱۸ | ۱۷–۲۵ |       | ۸۵–۹۳   | P2 P3 |
| ۹ ژوئن  | ۲۲:۰۰ | تونس      | ۱–۳    | قزاقستان  | ۲۵–۱۳ | ۲۸–۳۰ | ۲۱–۲۵ | ۲۱–۲۵ |       | ۹۵–۹۳   | P2 P3 |
| ۱۰ ژوئن | ۱۶:۰۰ | مونته‌نگرو | ۳–۰    | قزاقستان  | ۲۵–۱۶ | ۲۵–۱۷ | ۲۵–۱۹ |       |       | ۷۵–۵۲   | P2 P3 |
| ۱۰ ژوئن | ۲۲:۰۰ | تونس      | ۳–۲    | تایوان    | ۲۵–۲۳ | ۲۳–۲۵ | ۲۵–۱۷ | ۲۰–۲۵ | ۱۵–۱۲ | ۱۰۸–۱۰۲ | P2 P3 |
| ۱۱ ژوئن | ۱۶:۰۰ | قزاقستان  | ۱–۳    | تایوان    | ۲۳–۲۵ | ۲۵–۱۷ | ۲۱–۲۵ | ۲۱–۲۵ |       | ۹۰–۹۲   | P2 P3 |
| ۱۱ ژوئن | ۲۲:۰۰ | تونس      | ۳–۲    | مونته‌نگرو | ۲۵–۲۰ | ۲۵–۱۷ | ۲۳–۲۵ | ۲۳–۲۵ | ۱۵–۷  | ۱۱۱–۹۴  | P2 P3 |

##### گروه F3
- میزبان: لینتس، اتریش

| تاریخ   | ساعت  |         | امتیاز |         | ست ۱  | ست ۲  | ست ۳  | ست ۴  | ست ۵  | مجموع   | گزارش |
| ------- | ----- | ------- | ------ | ------- | ----- | ----- | ----- | ----- | ----- | ------- | ----- |
| ۹ ژوئن  | ۱۷:۴۵ | مکزیک   | ۲–۳    | اسپانیا | ۲۵–۲۳ | ۱۸–۲۵ | ۲۵–۲۱ | ۱۹–۲۵ | ۹–۱۵  | ۹۶–۱۰۹  | P2 P3 |
| ۹ ژوئن  | ۲۰:۱۵ | اتریش   | ۳–۱    | آلمان   | ۲۵–۲۰ | ۲۷–۲۹ | ۳۰–۲۸ | ۲۵–۲۳ |       | ۱۰۷–۱۰۰ | P2 P3 |
| ۱۰ ژوئن | ۱۷:۴۵ | اسپانیا | ۰–۳    | آلمان   | ۲۶–۲۸ | ۱۵–۲۵ | ۱۹–۲۵ |       |       | ۶۰–۷۸   | P2 P3 |
| ۱۰ ژوئن | ۲۰:۱۵ | مکزیک   | ۲–۳    | اتریش   | ۲۵–۲۱ | ۲۰–۲۵ | ۲۵–۱۸ | ۲۲–۲۵ | ۱۲–۱۵ | ۱۰۴–۱۰۴ | P2 P3 |
| ۱۱ ژوئن | ۱۷:۴۵ | آلمان   | ۳–۰    | مکزیک   | ۲۵–۱۷ | ۲۵–۲۲ | ۲۵–۱۷ |       |       | ۷۵–۵۶   | P2 P3 |
| ۱۱ ژوئن | ۲۰:۱۵ | اتریش   | ۰–۳    | اسپانیا | ۲۱–۲۵ | ۱۹–۲۵ | ۲۷–۲۹ |       |       | ۶۷–۷۹   | P2 P3 |

## دور نهایی
تمامی ساعت‌ها به وقت محلی میزبان است.

### سطح ۳
- میزبان:  لئون، مکزیک

#### چهار نهایی
|  | نیمه‌نهایی | نیمه‌نهایی |   |         | نهایی         | نهایی |  |
|  |           |           |   |         |               |       |  |
|  | ۱۷ ژوئن   |           |   |         |               |       |  |
|  | آلمان     | ۰         |   |         |               |       |  |
|  | اسپانیا   | ۳         |   |         |               |       |  |
|  |           |           |   |         |               |       |  |
|  |           |           |   |         | ۱۸ ژوئن       |       |  |
|  |           |           |   |         | اسپانیا       | ۰     |  |
|  |           | استونی    | ۳ |         |               |       |  |
|  |           |           |   |         |               |       |  |
|  |           |           |   |         |               |       |  |
|  |           |           |   |         | بازی مکان سوم |       |  |
|  | ۱۷ ژوئن   | ۱۷ ژوئن   |   | ۱۸ ژوئن | ۱۸ ژوئن       |       |  |
|  | مکزیک     | ۰         |   | آلمان   | ۳             |       |  |
|  | استونی    | ۳         |   |         | مکزیک         | ۰     |  |

##### نیمه‌نهایی
| تاریخ   | ساعت  |       | امتیاز |         | ست ۱  | ست ۲  | ست ۳  | ست ۴ | ست ۵ | مجموع | گزارش |
| ------- | ----- | ----- | ------ | ------- | ----- | ----- | ----- | ---- | ---- | ----- | ----- |
| ۱۷ ژوئن | ۱۷:۰۱ | آلمان | ۰–۳    | اسپانیا | ۲۴–۲۶ | ۱۸–۲۵ | ۲۲–۲۵ |      |      | ۶۴–۷۶ | P2 P3 |
| ۱۷ ژوئن | ۱۹:۳۰ | مکزیک | ۰–۳    | استونی  | ۲۲–۲۵ | ۱۳–۲۵ | ۲۰–۲۵ |      |      | ۵۵–۷۵ | P2 P3 |

##### بازی مکان سوم
| تاریخ   | ساعت  |       | امتیاز |       | ست ۱  | ست ۲  | ست ۳  | ست ۴ | ست ۵ | مجموع | گزارش |
| ------- | ----- | ----- | ------ | ----- | ----- | ----- | ----- | ---- | ---- | ----- | ----- |
| ۱۸ ژوئن | ۱۶:۰۰ | آلمان | ۳–۰    | مکزیک | ۲۵–۱۹ | ۲۵–۱۹ | ۲۶–۲۴ |      |      | ۷۶–۶۲ | P2 P3 |

##### نهایی
| تاریخ   | ساعت  |         | امتیاز |        | ست ۱  | ست ۲  | ست ۳  | ست ۴ | ست ۵ | مجموع | گزارش |
| ------- | ----- | ------- | ------ | ------ | ----- | ----- | ----- | ---- | ---- | ----- | ----- |
| ۱۸ ژوئن | ۱۸:۳۰ | اسپانیا | ۰–۳    | استونی | ۲۲–۲۵ | ۱۶–۲۵ | ۲۱–۲۵ |      |      | ۵۹–۷۵ | P2 P3 |

### سطح ۲
- میزبان:  گلد کوست، استرالیا

#### چهار تیم نهایی
|  | نیمه‌نهایی | نیمه‌نهایی |   |         | نهایی         | نهایی |  |
|  |           |           |   |         |               |       |  |
|  | ۲۴ ژوئن   |           |   |         |               |       |  |
|  | اسلوونی   | ۳         |   |         |               |       |  |
|  | هلند      | ۰         |   |         |               |       |  |
|  |           |           |   |         |               |       |  |
|  |           |           |   |         | ۲۵ ژوئن       |       |  |
|  |           |           |   |         | اسلوونی       | ۳     |  |
|  |           | ژاپن      | ۰ |         |               |       |  |
|  |           |           |   |         |               |       |  |
|  |           |           |   |         |               |       |  |
|  |           |           |   |         | بازی مکان سوم |       |  |
|  | ۲۴ ژوئن   | ۲۴ ژوئن   |   | ۲۵ ژوئن | ۲۵ ژوئن       |       |  |
|  | استرالیا  | ۲         |   | هلند    | ۰             |       |  |
|  | ژاپن      | ۳         |   |         | استرالیا      | ۳     |  |

##### نیمه‌نهایی
| تاریخ   | ساعت  |          | امتیاز |      | ست ۱  | ست ۲  | ست ۳  | ست ۴  | ست ۵  | مجموع   | گزارش |
| ------- | ----- | -------- | ------ | ---- | ----- | ----- | ----- | ----- | ----- | ------- | ----- |
| ۲۴ ژوئن | ۱۷:۱۰ | اسلوونی  | ۳–۰    | هلند | ۲۵–۱۵ | ۳۲–۳۰ | ۲۵–۲۰ |       |       | ۸۲–۶۵   | P2 P3 |
| ۲۴ ژوئن | ۱۹:۴۰ | استرالیا | ۲–۳    | ژاپن | ۲۵–۲۳ | ۱۸–۲۵ | ۲۳–۲۵ | ۲۵–۲۲ | ۱۶–۱۸ | ۱۰۷–۱۱۳ | P2 P3 |

##### بازی مکان سوم
| تاریخ   | ساعت  |      | امتیاز |          | ست ۱  | ست ۲  | ست ۳  | ست ۴ | ست ۵ | مجموع | گزارش |
| ------- | ----- | ---- | ------ | -------- | ----- | ----- | ----- | ---- | ---- | ----- | ----- |
| ۲۵ ژوئن | ۱۳:۴۰ | هلند | ۰–۳    | استرالیا | ۲۷–۲۹ | ۱۹–۲۵ | ۲۶–۲۸ |      |      | ۷۲–۸۲ | P2 P3 |

##### نهایی
| تاریخ   | ساعت  |         | امتیاز |      | ست ۱  | ست ۲  | ست ۳  | ست ۴ | ست ۵ | مجموع | گزارش |
| ------- | ----- | ------- | ------ | ---- | ----- | ----- | ----- | ---- | ---- | ----- | ----- |
| ۲۵ ژوئن | ۱۶:۱۰ | اسلوونی | ۳–۰    | ژاپن | ۲۵–۱۷ | ۲۶–۲۴ | ۲۵–۱۷ |      |      | ۷۶–۵۸ | P2 P3 |

### سطح ۱
- میزبان:  ورزشگاه آرنا دا بایشادا، کوریتیبا، برزیل

#### بازی‌های گروهی
|  | واجد شرایط برای حضور در نیمه‌نهایی |

##### گروه J
|      |        | بازی | بازی | امتیاز | ست  | ست   | ست    | امتیاز | امتیاز | امتیاز |
| رتبه | تیم    | برد  | باخت | امتیاز | برد | باخت | نسبت  | برد    | باخت   | نسبت   |
| ---- | ------ | ---- | ---- | ------ | --- | ---- | ----- | ------ | ------ | ------ |
| ۱    | برزیل  | ۲    | ۰    | ۵      | ۶   | ۳    | ۲٫۰۰۰ | ۱۹۸    | ۱۸۵    | ۱٫۰۷۰  |
| ۲    | کانادا | ۱    | ۱    | ۳      | ۴   | ۳    | ۱٫۳۳۳ | ۱۶۳    | ۱۵۹    | ۱٫۰۲۵  |
| ۳    | روسیه  | ۰    | ۲    | ۱      | ۲   | ۶    | ۰٫۳۳۳ | ۱۶۸    | ۱۸۵    | ۰٫۹۰۸  |

| تاریخ   | ساعت  |       | امتیاز |        | ست ۱  | ست ۲  | ست ۳  | ست ۴  | ست ۵  | مجموع   | گزارش |
| ------- | ----- | ----- | ------ | ------ | ----- | ----- | ----- | ----- | ----- | ------- | ----- |
| ۴ ژوئیه | ۱۵:۰۵ | برزیل | ۳–۱    | کانادا | ۲۵–۲۱ | ۱۷–۲۵ | ۲۵–۱۹ | ۲۵–۱۹ |       | ۹۲–۸۴   | P2 P3 |
| ۵ ژوئیه | ۱۵:۰۵ | روسیه | ۰–۳    | کانادا | ۲۳–۲۵ | ۲۷–۲۹ | ۱۷–۲۵ |       |       | ۶۷–۷۹   | P2 P3 |
| ۶ ژوئیه | ۱۵:۰۵ | برزیل | ۳–۲    | روسیه  | ۲۵–۱۸ | ۱۸–۲۵ | ۲۵–۱۹ | ۲۲–۲۵ | ۱۶–۱۴ | ۱۰۶–۱۰۱ | P2 P3 |

##### گروه K
|      |                     | بازی | بازی | امتیاز | ست  | ست   | ست    | امتیاز | امتیاز | امتیاز |
| رتبه | تیم                 | برد  | باخت | امتیاز | برد | باخت | نسبت  | برد    | باخت   | نسبت   |
| ---- | ------------------- | ---- | ---- | ------ | --- | ---- | ----- | ------ | ------ | ------ |
| ۱    | فرانسه              | ۲    | ۰    | ۴      | ۶   | ۴    | ۱٫۵۰۰ | ۲۰۵    | ۲۱۳    | ۰٫۹۶۲  |
| ۲    | ایالات متحده آمریکا | ۱    | ۱    | ۴      | ۵   | ۴    | ۱٫۲۵۰ | ۲۰۵    | ۱۹۷    | ۱٫۰۴۱  |
| ۳    | صربستان             | ۰    | ۲    | ۱      | ۳   | ۶    | ۰٫۵۰۰ | ۱۹۴    | ۱۹۴    | ۱٫۰۰۰  |

| تاریخ   | ساعت  |         | امتیاز |                     | ست ۱  | ست ۲  | ست ۳  | ست ۴  | ست ۵  | مجموع   | گزارش |
| ------- | ----- | ------- | ------ | ------------------- | ----- | ----- | ----- | ----- | ----- | ------- | ----- |
| ۴ ژوئیه | ۱۷:۴۰ | فرانسه  | ۳–۲    | ایالات متحده آمریکا | ۲۷–۲۵ | ۲۰–۲۵ | ۲۶–۲۴ | ۱۷–۲۵ | ۱۵–۱۲ | ۱۰۵–۱۱۱ | P2 P3 |
| ۵ ژوئیه | ۱۷:۴۰ | صربستان | ۱–۳    | ایالات متحده آمریکا | ۲۲–۲۵ | ۲۳–۲۵ | ۲۵–۱۹ | ۲۲–۲۵ |       | ۹۲–۹۴   | P2 P3 |
| ۶ ژوئیه | ۱۸:۱۰ | فرانسه  | ۳–۲    | صربستان             | ۲۵–۲۱ | ۲۵–۲۰ | ۱۷–۲۵ | ۱۸–۲۵ | ۱۵–۱۱ | ۱۰۰–۱۰۲ | P2 P3 |

#### چهار نهایی
|  | نیمه‌نهایی           | نیمه‌نهایی |   |                     | نهایی         | نهایی |  |
|  |                     |           |   |                     |               |       |  |
|  | ۷ ژوئیه             |           |   |                     |               |       |  |
|  | برزیل               | ۳         |   |                     |               |       |  |
|  | ایالات متحده آمریکا | ۱         |   |                     |               |       |  |
|  |                     |           |   |                     |               |       |  |
|  |                     |           |   |                     | ۸ ژوئیه       |       |  |
|  |                     |           |   |                     | برزیل         | ۲     |  |
|  |                     | فرانسه    | ۳ |                     |               |       |  |
|  |                     |           |   |                     |               |       |  |
|  |                     |           |   |                     |               |       |  |
|  |                     |           |   |                     | بازی مکان سوم |       |  |
|  | ۷ ژوئیه             | ۷ ژوئیه   |   | ۸ ژوئیه             | ۸ ژوئیه       |       |  |
|  | فرانسه              | ۳         |   | ایالات متحده آمریکا | ۱             |       |  |
|  | کانادا              | ۱         |   |                     | کانادا        | ۳     |  |

##### نیمه‌نهایی
| تاریخ   | ساعت  |        | امتیاز |                     | ست ۱  | ست ۲  | ست ۳  | ست ۴  | ست ۵ | مجموع | گزارش |
| ------- | ----- | ------ | ------ | ------------------- | ----- | ----- | ----- | ----- | ---- | ----- | ----- |
| ۷ ژوئیه | ۱۵:۰۵ | برزیل  | ۳–۱    | ایالات متحده آمریکا | ۲۵–۲۰ | ۲۳–۲۵ | ۲۵–۲۰ | ۲۵–۱۹ |      | ۹۸–۸۴ | P2 P3 |
| ۷ ژوئیه | ۱۷:۵۰ | فرانسه | ۳–۱    | کانادا              | ۲۵–۱۹ | ۲۲–۲۵ | ۲۵–۱۹ | ۲۵–۲۱ |      | ۹۷–۸۴ | P2 P3 |

##### بازی مکان سوم
| تاریخ   | ساعت  |                     | امتیاز |        | ست ۱  | ست ۲  | ست ۳  | ست ۴  | ست ۵ | مجموع | گزارش |
| ------- | ----- | ------------------- | ------ | ------ | ----- | ----- | ----- | ----- | ---- | ----- | ----- |
| ۸ ژوئیه | ۲۰:۰۰ | ایالات متحده آمریکا | ۱–۳    | کانادا | ۲۵–۱۸ | ۲۰–۲۵ | ۲۲–۲۵ | ۲۱–۲۵ |      | ۸۸–۹۳ | P2 P3 |

##### نهایی
| تاریخ   | ساعت  |       | امتیاز |        | ست ۱  | ست ۲  | ست ۳  | ست ۴  | ست ۵  | مجموع   | گزارش |
| ------- | ----- | ----- | ------ | ------ | ----- | ----- | ----- | ----- | ----- | ------- | ----- |
| ۸ ژوئیه | ۲۳:۰۵ | برزیل | ۲–۳    | فرانسه | ۲۵–۲۱ | ۱۵–۲۵ | ۲۳–۲۵ | ۲۵–۱۹ | ۱۳–۱۵ | ۱۰۱–۱۰۵ | P2 P3 |

## رده‌بندی نهایی
| رتبه | تیم                 |
| ---- | ------------------- |
| 1    | فرانسه              |
| 2    | برزیل               |
| 3    | کانادا              |
| ۴    | ایالات متحده آمریکا |
| ۵    | روسیه               |
| ۵    | صربستان             |
| ۷    | بلژیک               |
| ۸    | لهستان              |
| ۹    | بلغارستان           |
| ۱۰   | آرژانتین            |
| ۱۱   | ایران               |
| ۱۲   | ایتالیا             |
| ۱۳   | اسلوونی             |
| ۱۴   | ژاپن                |
| ۱۵   | استرالیا            |
| ۱۶   | هلند                |
| ۱۷   | چین                 |
| ۱۸   | کرهٔ جنوبی           |
| ۱۹   | اسلواکی             |
| ۲۰   | چک                  |
| ۲۱   | فنلاند              |
| ۲۲   | پرتغال              |
| ۲۳   | ترکیه               |
| ۲۴   | مصر                 |
| ۲۵   | استونی              |
| ۲۶   | اسپانیا             |
| ۲۷   | آلمان               |
| ۲۸   | مکزیک               |
| ۲۹   | اتریش               |
| ۳۰   | تونس                |
| ۳۱   | مونته‌نگرو           |
| ۳۲   | قطر                 |
| ۳۳   | تایوان              |
| ۳۴   | ونزوئلا             |
| ۳۵   | قزاقستان            |
| ۳۶   | یونان               |

| قهرمان لیگ جهانی ۲۰۱۷  |
| ---------------------- |
| · فرانسه · دومین عنوان |

| فهرست ۱۴ بازیکن دور نهایی                                                                                           |
| گربنیکوف، کلونات، تونیوتی ، لینیل، انگاپت، لو رو، بریزارد، بویر، له گوف، بولتور، کسک، ت. روسارد، ن. روسارد، چیننیزه |
| سرمربی |
| ل. تیلیه |

## جوایز
| - باارزش‌ترین بازیکن اروین انگاپت - بهترین پاسور بنجامین تونیوتی - بهترین دریافت کننده ریکاردو لوکارلی اروین انگاپت | - بهترین دفاع کننده میانی گراهام ویگراس کوین لو رو - بهترین اسپک زننده قطر پاسور والاس دسوزا - بهترین لیبرو بلیر بن |